# Abbe (namn)
Abbe är ett namn och ett smeknamn, på till exempel Albin och Albert, eller Alborz, Abel och Abraham. Den 31 december 2022 fanns det totalt 1 499 personer i Sverige med förnamnet, varav 1 277 med det som tilltalsnamn och 17 med det som efternamn. Namnet bärs bland annat av:

## Förnamn
- Abbe Bramzelius (1902–1981), svensk konstnär
- Abbe Hassan (född 1981), svensk filmregissör och filmproducent
- Abbe Nilsson, fiktiv person i Madicken av Astrid Lindgren

## Efternamn
- Albert Abbe (1889–1966), svensk konstnär
- Caroline Abbé (född 1988), schweizisk fotbollsspelare
- Cleveland Abbe (1838–1916), amerikansk astronom och meteorolog
- Ernst Abbe (1840–1905), tysk fysiker och astronom